# Hydrogamasellus microcrinis
Hydrogamasellus microcrinis är en spindeldjursart som beskrevs av Wolfgang Karg 1979. Hydrogamasellus microcrinis ingår i släktet Hydrogamasellus och familjen Ologamasidae. Inga underarter finns listade i Catalogue of Life.